# ديبورا سميث
ديبورا سميث (بالإنجليزية: Deborah Smith)‏ (1955)؛ روائية أمريكية.